# Peixe-fogo-elegante
O peixe-fogo-elegante (Nemateleotris decora), é uma espécie de peixe-fogo nativa do Indo-Pacífico, muito confundido com seu parente próximo, o peixe-fogo-de-KwaZulu-Natal (N. exquisita). É uma espécie que vive em casal, mas quando é jovem, vive em pequenos cardumes em recifes de corais, é uma espécie muito procurada por aquaristas.
É nativo do Indo-Pacífico, sendo encontrado nas Ilhas Maurício para as Ilhas Ryukyu, no sul do Japão, para a Nova Caledônia até a Micronésia, em Palau. Erroneamente a espécie é encontrada no Mar Vermelho e na África do Sul, sendo confundido com N. exquisita.